# Calligramma

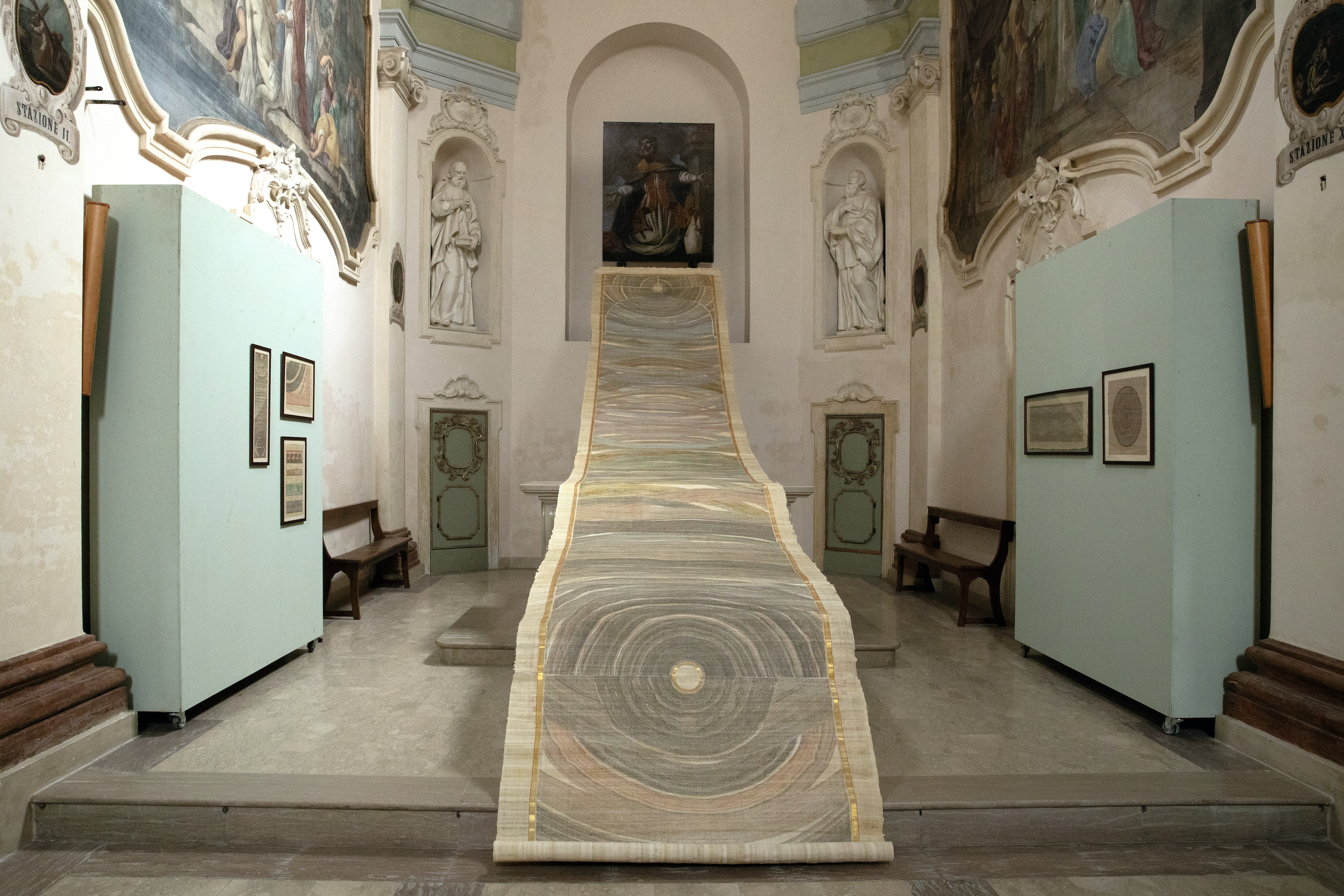
"Cosmografia biblica", il calligramma più grande del mondo, realizzato dall'artista Gianluca Bosi trascrivendo tutta la Bibbia su papiro (930x150cm) in modo da formare l'immagine di una cupola stilizzata, che rappresenta il Regno dei Cieli.

Il calligramma o carme figurato è un tipo di componimento poetico fatto per essere guardato e contemplato oltre che per essere letto (poesia visuale). Nei calligrammi, il poeta disegna un oggetto collegato al tema principale della poesia. Per esempio, se nella poesia si parla di un castello, le lettere del testo vengono scritte e disposte in modo da formare l'immagine di un castello. A volte però il disegno che scaturisce dalle poesie visuali scritte non ha nessuna relazione con il tema dell'opera.

## Storia

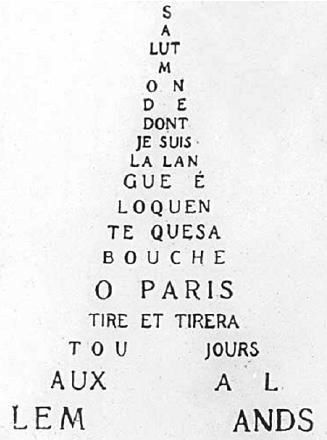
Caligramma di Guillaume Apollinaire

Ci sono moltissimi esempi di calligramma nelle culture arcaiche, come per esempio fra gli indù o i greci antichi. I primi calligrammi conosciuti appartengono ai poeti greci del periodo ellenistico (secolo IV-III a. C.). Questo modo di raffigurare la poesia veniva chiamato in greco technopaegnia e in latino Carmina figurata. Da questi primi autori, Simmia di Rodi, Teocrito, Dosiada, Publilio Optaziano Porfirio, fino al secolo XI, questa forma poetica è stata sempre praticata, sebbene in modo discontinuo, con periodi in cui venne a trovarsi in auge, come quello dell'avanguardia e, soprattutto, nella cosiddetta poesia visuale, poesia concreta o poesia sperimentale.
L'estensione del procedimento alla modernità si ebbe con le avanguardie ai principi del XX secolo e più concretamente con il cubismo letterario e successivamente con il creazionismo e ultraismo; il poeta cubista francese Guillaume Apollinaire fu un famoso creatore di calligrammi. Il poeta creazionista cileno Vicente Huidobro già aveva incluso nel 1913 il suo primo calligramma, Triangolo armonico, nel suo libro Canzoni nella Notte (Canciones en la Noche). Con Apollinaire, i calligrammi diventano di moda nei primi decenni del XX secolo.
La letteratura spagnola annovera interessanti autori di calligrammi; tra gli altri, gli spagnoli Guillermo de Torre, Juan Larrea e Gerardo Diego, il messicano Juan José Tablada, il cubano Guillermo Cabrera Infante, l'argentino Oliverio Girondo o l'uruguaiano Francisco Acuña de Figueroa. Nella letteratura catalana predominano Joan Salvat-Papasseit e Joan Brossa. In Italia ci fu tra gli altri Filippo Tommaso Marinetti.
Alcuni dei principali studi del tema sono stati di J. Peignot, Riguardo al calligramma (Du Calligramme), P. Massin, La lettera e l'immagine (La lettre et l'Image), o Rafael de Cózar, Poesia e immagine (Poesía e Imagen) in Spagna.